# A Little More Personal (Raw)
A Little More Personal (Raw) ist das zweite Musikalbum von Lindsay Lohan und wurde am 6. Dezember 2005 in den USA veröffentlicht. In Deutschland kam das Album am 10. Januar 2006 auf den Markt. Der offizielle Erscheinungstermin war dennoch der 24. März 2006.

## Hintergrund
Lindsay Lohan begann mit dem Schreiben von ihrem Zweitwerk im Juni 2005, kurz nach der Veröffentlichung von First, ihrer letzten Single aus dem Vorgängeralbum Speak. Wie der Titel bereits andeutete, brachte sie sich mit persönlichen Texten, die unter anderem ihr Verhältnis zu ihrem alkoholkranken Vater Michael Lohan thematisiert, stärker in das Songwriting ein.
Wie bereits bei dem Vorgängeralbum wurde ihr Kara DioGuardi als Produzentin an die Seite gestellt. Erste Aufnahmen, unter anderem zu ihrer Debütsingle Confessions of a Broken Heart (Daughter to Father) fanden bereits während der Dreharbeiten zu Herbie Fully Loaded – Ein toller Käfer startet durch (2005) statt, so das an manchen Stellen des Albums im Rohmix Motorengeräusche zu hören sind.
Neben Kara DioGuardi waren Butch Walker, Ben Moody von Evanescence und Greg Wells ebenfalls am Songwriting und als Produzenten beteiligt. Auch Hitlieferant Desmond Child beteiligte sich mit I Live for the Day als Songwriter. Mit I Want You to Want Me befindet sich außerdem eine Cheap-Trick-Coverversion auf dem Album. Eine weitere Coverversion ist Edge of Seventeen von Stevie Nicks.
Musikalisch wirkt das Album wesentlich erwachsener und düsterer als das Debütwerk, da es sich viel mit dem persönlichen Erleben und dem Aufwachsen von Lindsay Lohan beschäftigt. Zum einen stammt sie aus einer dysfunktionalen Familie, zum anderen ist sie selbst Teil der Partyszene und ein Beispiel für die sogenannten It-Girls, die durch stetige Präsenz in den Boulevardmedien sich immer wieder ins Gespräch bringen.
Im Gegensatz zum Bubblegum-Pop ihres Debüts befinden sich neben elektronischen Pop-Passagen, die natürlich auch wieder auf dem Album sind, auch Elemente der Powerballade, des Classic Rocks (insbesondere beim Cheap-Trick-Cover) als auch Elemente anspruchsvoller Popmusik im Stile eines Trent Reznor oder einer Alanis Morissette auf dem Album.

## Titelliste
| #  | Titel                                                                | Songwriter                                                 | Produzent               | Länge |
| -- | -------------------------------------------------------------------- | ---------------------------------------------------------- | ----------------------- | ----- |
| 1  | Confessions of a Broken Heart (Daughter to Father)                   | Lindsay Lohan. Kara DioGuardi, Greg Wells                  | Wells, DioGuardi        | 3:41  |
| 2  | Black Hole                                                           | DioGuardi, Louise Goffin, Wells                            | Wells, DioGuardi        | 4:02  |
| 3  | I Live for the Day                                                   | Desmond Child, Andreas Carlsson, Rthan Mentzer, Ben Romans | Wells, DioGuardi        | 3:10  |
| 4  | I Want You to Want Me                                                | Richard Nielson                                            | DioGuardi, Butch Walker | 3:09  |
| 5  | My Innocence                                                         | Lohan, DioGuardi, Wells                                    | Wells, DioGuardi        | 4:19  |
| 6  | A Little More Personal                                               | Lohan, DioGuardi, Walker                                   | Walker, DioGuardi       | 2:59  |
| 7  | If It’s Alright                                                      | Lohan, DioGuardi, Walker                                   | DioGuardi, Walker       | 4:07  |
| 8  | If You Were Me                                                       | Lohan, DioGuardi, Wells                                    | Wells, DioGuardi        | 2:55  |
| 9  | Fastlane                                                             | Lohan, Ben Moody, Mitch Allan, DioGuardi                   | Moody                   | 3:23  |
| 10 | Edge of Seventeen                                                    | Stevie Nicks                                               | Moody                   | 4:22  |
| 11 | Who Loves You                                                        | DioGuardi, Wells                                           | Wells, DioGuardi        | 3:50  |
| 12 | A Beautiful Life (La Bella Vita)                                     | Lohan, Michelle Lewis, Charlton Pettus, DioGuardi          | Wells, DioGuardi        | 3:28  |
|    | Extended Version                                                     |                                                            |                         |       |
| 13 | Confessions of a Broken Heart (Daughter to Father) (Dave Audé Remix) | Lindsay Lohan. Kara DioGuardi, Greg Wells                  | Dave Audé               | 4:45  |

## Coverartwork
Das Cover zeigt Lohan leicht bekleidet und barbusig, allerdings mit dem Rücken dem Betrachter zugewandt und den Busen verdeckend. Auf dem Rücken befindet sich eine Markierung mit Leuchtfarben, welche das chinesische Schriftzeichen 生 (, Pinyin: shèng; kantonesisch: Säng) darstellt. Dieses bedeutet ‚roh‘ beziehungsweise auf Englisch ‚raw‘, der Untertitel des Albums. Es gibt einige andere Bedeutungen, abhängig vom Kontext, einschließlich „das Leben“ und „das Geben von Geburt an“. Sie trägt außerdem eine Halskette mit einem christlichen Kreuz sowie Handschuhe, was beides an Madonna zu Like A Virgin-Zeit erinnert. Zudem ist ihr Tattoo mit dem Schriftzug La Bella Vita zu sehen, ein Untertitel und die Übersetzung zum Song A Beautiful Life.

## Rezeption

### Verkäufe
Das zweite Album konnte nicht so hohe Chartplatzierungen – weder in den USA oder in Europa – erlangen, wie sein Vorgänger, das Album Speak. In den USA kam das Album zwar bis Platz 20 und verkaufte in der ersten Woche 82.000 Einheiten, konnte sich aber nicht lange in den Charts halten. Insgesamt verkaufte das Album gerade mal die Hälfte des Vorgängeralbums. Ein drittes Album wurde deshalb gar nicht mehr in Angriff genommen. Dennoch erreichte das Album am 18. Januar 2006 in den Vereinigten Staaten eine Goldene Schallplatte.

### Kritik
Zwar wirkt das Album wesentlich erwachsener und reifer als ihr Debütwerk, dennoch stieß dies nicht bei allen Kritikern auf Gegenliebe. So erkannte Sal Cinquemani in seinem Review für Slant zwar an, dass sich Lindsay Lohan weiterentwickelt habe, doch hät er die anspruchsvolleren Texte für wenig gehaltvoll und viel Fassade. Zudem sei das Album überproduziert, insbesondere bei den beiden Covern würde dies auffallen. Dennoch sei es kein schlechtes Album.
Thomas Erlewine vergab bei Allmusic drei von fünf Sternen. Er kritisierte vor allem die Musik, die zu sehr am Marktgeschmack orientiert sei. Lohan würde die verwendeten Genres lediglich streifen, ohne die Musik mit Seele zu füllen. Zudem sei das Album durch die düsteren texte relativ deprimierend. Dafür nehme man Lohan allerdings ab, was sie zu sagen habe. Man habe das Gefühl, sie würde es ehrlich meinen und hätte eine Vision für ihre weitere musikalische Zukunft, im Gegensatz zu Ashlee Simpson, die aus einer ähnlichen Position das Album I Am Me veröffentlicht habe.
Whitney Strub verriss das Album für die Seite Popmatters als seelenlos und banal. Ihren Gesang charakterisierte sie als schwach und ausdruckslos. Insbesondere die beiden Coverversionen kritisierte sie als sehr schwach. I Want You to Want Me bezeichnete sie sogar als die schlimmste Version des Songs, die sie je gehört habe. Ähnlich schrien Brian Hiatt 2005 für den Rolling Stone.

## Singleauskopplungen
Lindsay Lohan veröffentlichte Confessions of a Broken Heart als einzige Singlkeuaskopplung aus dem Album. Diese wurde am 18. Oktober 2015 nur in den USA als Single veröffentlicht. In Deutschland wurden die Songs von der Single als Download zur Verfügung gestellt. Als weitere Single war I Live for the Day geplant, eine Promoversion wurde bereits gepresst, doch nachdem die Verkäufe hinter den Erwartungen zurückblieben wurden die Pläne eingestellt.
Confessions of a Broken Heart war die erste Singleauskopplung aus Lindsay Lohans Album A Little More Personal und gleichzeitig die vierte Single von Lohan. Sie wurde am 8. November 2005 in den USA veröffentlicht, wobei die Radiostationen den Song schon im Oktober spielten. In Deutschland wurde es am 24. März 2006 veröffentlicht, wobei man die Single nur im Internet kaufen konnte. Sonst wurden die Songs zum Download zur Verfügung gestellt. In Österreich erreichte die Single Platz 74 der Charts. In den USA kam die Single bis Platz 57 und in Australien sogar bis Platz 7.
Das Musikvideo zur Single wurde am 25. September 2005 in New York City gedreht. Regie führte Lohan selbst. Das Video stellt Lindsays Kindheit und die Alkoholprobleme vom Vater dar. In manchen Szenen versteckt sich Lohan im Badezimmer und hört wie ihre Eltern streiten, während im anderen Zimmer ihr jüngeres Ich (gespielt von ihrer Schwester Aliana) auf das Bett steigt und weint, nachdem sie vom Ballettunterricht gekommen ist. Alle drei Räume (das Badezimmer, in dem Lohan ist, das Kinderzimmer, in dem Aliana ist, und das Wohnzimmer, in dem die Eltern sind), werden hinter einem Schaufenster gezeigt, Schaulustige und Paparazzi beobachten die drei Szenen, Polizeiwagen stehen herum und die Leute zeigen sich entsetzt. Am Ende als Lohan hinter dem Glas steht, zerbricht die Glaswand und die Explosion schleudert die Schaulustigen zu Boden.